# Hwang Yun-suk
Hwang-Yun Suk foi a primeira mulher juíza da Coreia do Sul. Em 1952, foi aprovada em um Processo Judicial e, em 1954, aos 25 anos de idade, foi nomeada juíza. Suk faleceu em 1961, e há especulações de que tenha sido morta pelos sogros ou seu marido. A mídia reagiu ao seu falecimento com um comportamento machista chauvinista.